# Patricia Gálvez Parra
Patricia Gálvez Parra (Santiago, 18 de agosto de 1975) es una periodista chilena experta en gestión y vinculación con el medio de gabinetes estratégicos. Titulada de Periodismo en la Universidad de Playa Ancha; Licenciada en Comunicación Social, Ciencias de la Comunicación y la Información en la Universidad de Playa Ancha; Magíster en Comunicaciones en la Universidad de Tarapacá y un Diplomado en Marketing Político en la Universidad Nacional Mayor San Marcos de Lima.  
Actualmente milita en el Partido Regionalista Verde.   

## Trayectoria Laboral
Trabajó como periodista para El Mercurio de Valparaíso, El Expreso de Viña del Mar y La Estrella de Arica entre 1999 y 2004; además de la corresponsalía de La Cuarta y radios regionales. Luego, desde 2006 a 2007, fue Encargada de Comunicaciones del Gabinete Arica del Gobierno Regional de Tarapacá. 
Participó en la Delegación Presidencial para la creación de la Nueva Región de Arica y Parinacota subsecretaría de Desarrollo Regional y Administrativo 2007 - 2007.[cita requerida] y como Asesora de Comunicaciones para el Ministerio de Obras Públicas en la nueva Región. Además, fue profesora Universitaria en la Universidad de Tarapacá y en la Universidad del Mar. Ha formado parte de la Consultora G/Liaison G/Liaison Consultora, desde 2004 a diciembre de 2012, colaborando en asesorías puntuales hasta la fecha. 
Fue encargada de Relaciones Institucionales y Comunicaciones y, al mismo tiempo, Analista de Planificación y Proyectos entre 2008 y 2014, para Fundación Integra Chile. Posteriormente, trabajó como Encargada Regional de Comunicaciones y Género entre 2015 y 2018 para INDAP. Entre 2020 y 2021 fue la jefa de campaña política para alcalde y diputado del candidato de su partido, la Federación Regionalista Verde. En marzo de 2022 asumió como Jefa de Gabinete de la Delegación Presidencial de Arica y Parinacota en el Ministerio del Interior y Seguridad Pública de Chile. En 2023 estuvo encargada del Proyecto de Modernización del Estado para la Subsecretaría de la Niñez. Actualmente trabaja como asesora independiente para particulares, empresas privadas, públicas y organismos internacionales.
Ha colaborado con los medios Página 19(en 2018 y 2020), El Expreso(en 2003) y El Morrocotudo(2020 y 2021).